# Varese (Uruguay)
Varese  è una città dell'Uruguay, situata a centro del dipartimento di Salto. Si trova a 104 metri sul livello del mare. Ha una popolazione di circa 1.000 abitanti.